# Thomas Vogel (Erziehungswissenschaftler)

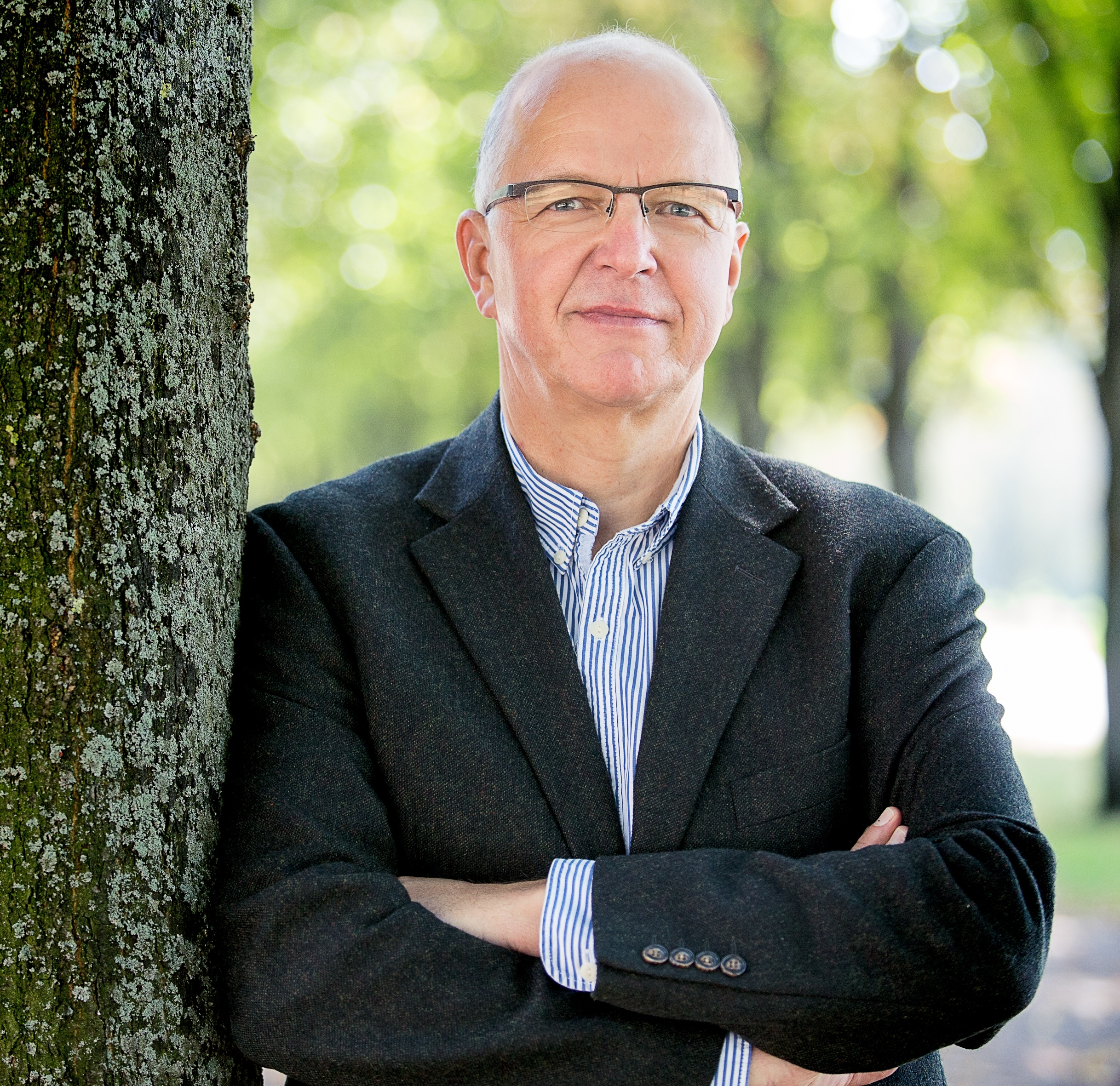
Thomas Vogel

Thomas Vogel (* 1959) ist Professor für Erziehungswissenschaft mit den Schwerpunkten Schulpädagogik/Berufspädagogik an der Pädagogischen Hochschule Heidelberg.

## Leben
Vogel studierte Erziehungswissenschaften, Politik und Farbtechnik für das „Lehramt an berufsbildenden Schulen“ an der Universität Hannover. Nach Referendariat und zweitem Staatsexamen war er mehrere Jahre Berufsschullehrer an verschiedenen berufsbildenden Schulen sowie Dozent in der beruflichen Weiterbildung und stellvertretender Vorsitzender in Meisterprüfungsausschüssen bei der Handwerkskammer Lüneburg-Stade.
Von 1996 bis 2001 war er wissenschaftlicher Mitarbeiter am Lehrstuhl für Berufs- und Arbeitspädagogik der Helmut-Schmidt-Universität (Universität der Bundeswehr) Hamburg. Im Jahr 2000 wurde er mit seiner Arbeit Naturerkenntnis und Naturbearbeitung in der gewerblich-technischen Berufsbildung promoviert. Anschließend war er Studiendirektor in der Lehrerausbildung am Studienseminar Stade. Im Jahr 2010 habilitierte er an der Helmut-Schmidt-Universität mit dem Thema Theorie einer naturgemäßen Berufsbildung – Gesellschaftliche Naturkrise und berufliche Bildung im Kontext Kritischer Theorie. Er war Lehrbeauftragter an verschiedenen Universitäten (Flensburg, Hamburg-Harburg sowie an der Helmut-Schmidt-Universität). Außerdem ist er Gutachter für die Akkreditierung von Bachelor- und Master-Studiengängen und Mitglied in der Deutschen Gesellschaft für Erziehungswissenschaft.
Seit 2011 ist Vogel Professor für Erziehungswissenschaft mit den Schwerpunkten Schulpädagogik / Berufspädagogik an der Pädagogischen Hochschule Heidelberg. Von 2014 bis 2017 war er Direktor des Instituts für Erziehungswissenschaft der Pädagogischen Hochschule Heidelberg. Seit 2018 ist er Mitglied im Direktorium des Heidelberger Zentrums Bildung für nachhaltige Entwicklung.
Ab 2014 war er mehrmals Gastprofessor an der Lithuanian University of Educational Sciences in Vilnius.

## Arbeitsschwerpunkte
- Ethische Grundlagen einer Bildung für eine nachhaltige Entwicklung (hier insbesondere zur Tugend der Mäßigung)
- Naturgemäße Berufsbildung – Bildung in der gesellschaftlichen Naturkrise
- Übergänge von der Schule in den Beruf
- Qualitätsentwicklung allgemeiner und beruflicher Bildungsprozesse

## Schriften (Auswahl)
- Mäßigung. Was wir von einer alten Tugend lernen können. oekom, München 2018, ISBN 978-3-96238-065-6.
- Dammer, Karl-Heinz / Vogel, Thomas / Wehr, Helmut (Hrsg.): Zur Aktualität der Kritischen Theorie für die Pädagogik. Springer VS: Wiesbaden 2015, 297 Seiten.
- (mit Maja S. Maier:) Übergänge in eine neue Arbeitswelt – Blinde Flecke der Debatte zum Übergangssystem Schule-Beruf. 2013.
- Naturgemäße Berufsbildung – Gesellschaftliche Naturkrise und berufliche Bildung im Kontext Kritischer Theorie. Books On Demand: Norderstedt 2011.
- (mit Peter Dehnbostel, Zorana Dippl, Frank Elster): Perspektiven moderner Berufsbildung: E-Learning – Didaktische Innovationen – Modellhafte Entwicklungen. Bertelsmann-Verlag: Bielefeld 2003.
- Naturerkenntnis und Naturbearbeitung in der gewerblich-technischen Berufsbildung. Deutscher Studien Verlag: Weinheim 2000.
- Flexibilität als Zielkategorie einer globalisierten Berufsbildung. In: Gerd-Bodo Carlsburg (Hrsg.): Bildungswissenschaft auf der Suche nach globaler Identität. Peter Lang Verlag: Frankfurt a. Main 2013. S. 293–323.
- Naturgemäße Berufsbildung – Gedanken zu einer Neuorientierung. In: Talente – Zeitschrift für Bildung, Berufsorientierung und Personalentwicklung. Institut für Talententwicklung: Berlin 2013. S. 18–25.
- Trends in vocational education as a result of globalisation. In: Pedagogika. 2012. 107 (ISSN 1392-0340), S. 102–109.
- Potentiale handwerklicher Bildung im Übergangssystem Schule-Beruf. In: bwp@ Spezial 5 – Hochschultage Berufliche Bildung 2011, Fachtagung 03, hrsg. v. S. Baabe-Meijer, W. Kuhlmeier, J. Meyser, S. 1–13. Online: http://www.bwpat.de/ht2011/ft03/vogel_ft03-ht2011.pdf (26-09-2011).
- Zum Theorie-Praxis-Verhältnis in der Lehrerbildung als Übergangsproblem. In bwp@ Spezial 5 – Hochschultage Berufliche Bildung 2011, Workshop 14, hrsg. v. T. Diehl, J. Krüger, T. Vogel, S. 1–14. Online: http://www.bwpat.de/ht2011/ws14/vogel_ws14-ht2011.pdf (26-09-2011).
- Möglichkeiten und Probleme der Integration ökologischer Fragestellungen in das Lernfeldkonzept beruflicher Bildung. In: Zeitschrift für Berufs- und Wirtschaftspädagogik. Stuttgart, Heft 1/2011.
- Informatisierung und Entsinnlichung – Über Wirkungen des Wandels in der Arbeitswelt und Folgerungen für die Berufsbildung. In: C. Fenzl, G. Spöttl,F. Howe, M. Becker (Hrsg.): Berufsarbeit von morgen in gewerblich-technischen Domänen – Forschungsansätze und Ausbildungskonzepte für die berufliche Bildung. Bertelsmann: Bielefeld 2009. (Reihe Berufsbildung, Arbeit Innovation – Konferenzen, Band 2)